# 亞歷山大·潘蒂奇
亞歷山大·潘蒂奇（1992年4月11日—）是塞爾維亞的一位足球運動員，在場上司職中後衛。現時被烏超球隊基輔戴拿模外借至西乙球隊卡迪斯，曾效力於比利亞雷阿爾、科爾多瓦足球俱樂部 等球隊。